# Haizum
Haizum (auch Hayzum; arabisch حيزوم, DMG Ḥaizūm) ist im Islam das Pferd von Erzengel Gabriel. Nach der religiösen Überlieferung spielte Haizum eine Rolle bei der Schlacht von Badr, wo Gabriel an der Spitze von fünfhundert Engeln das Pferd mit dem Schlachtruf „Auf, Haizum!“ in die Schlacht gegen die ungläubigen Mekkaner führte. Man glaubt, dass Haizum dabei viele Ungläubige unter seinen Hufen zermalmt habe.